# Punktbaggar
Punktbaggar (Corylophidae) är en familj av skalbaggar som beskrevs av Leconte 1852. Enligt Catalogue of Life ingår punktbaggar i överfamiljen Cucujoidea, ordningen skalbaggar, klassen egentliga insekter, fylumet leddjur och riket djur, men enligt Dyntaxa är tillhörigheten istället ordningen skalbaggar, klassen egentliga insekter, fylumet leddjur och riket djur. Enligt Catalogue of Life omfattar familjen Corylophidae 74 arter. 
Familjens medlemmar är 0,5 till 2 mm långa och de har oftast en brunaktig färg. De lever vanligen under barken av träd som angrips av mögel eller i förruttnande växtdelar.
Släkten enligt Catalogue of Life och Dyntaxa:
- Aenigmaticum
- Arthrolips
- Clypastraea
- Corylophus
- Foadia
- Gloeosoma
- Holopsis
- Microstagetus
- Orthoperus
- Rypobius
- Sericoderus
- Weirus

## Bildgalleri

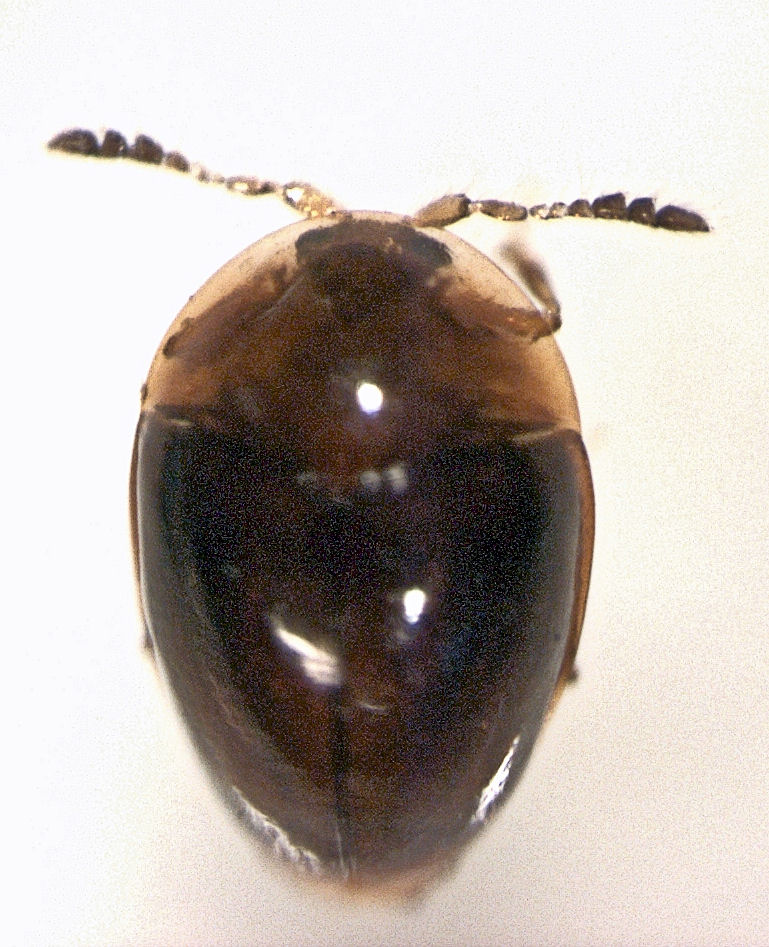
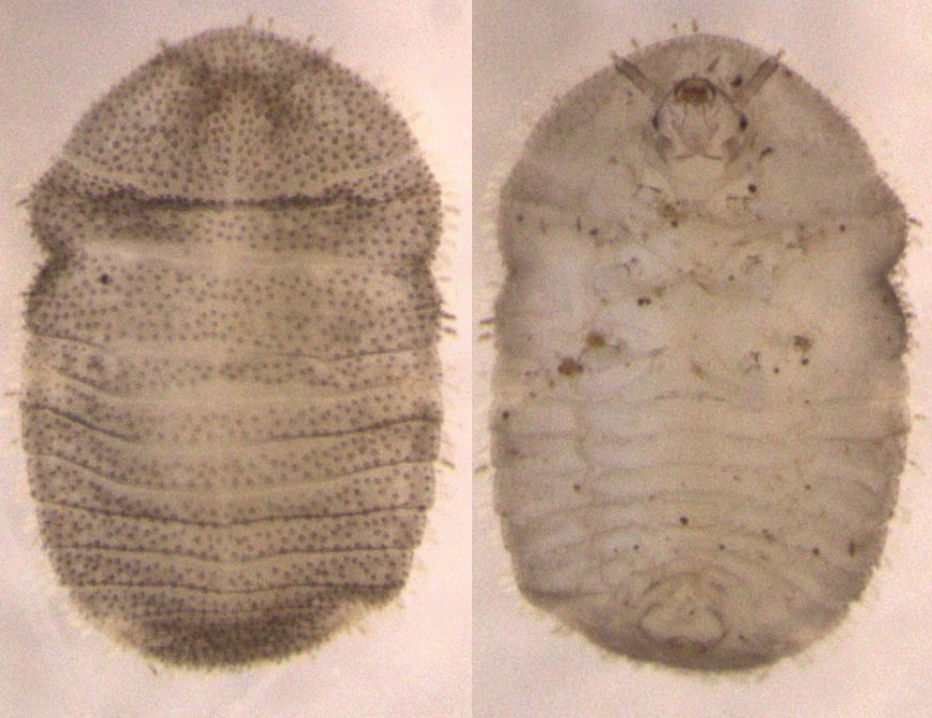
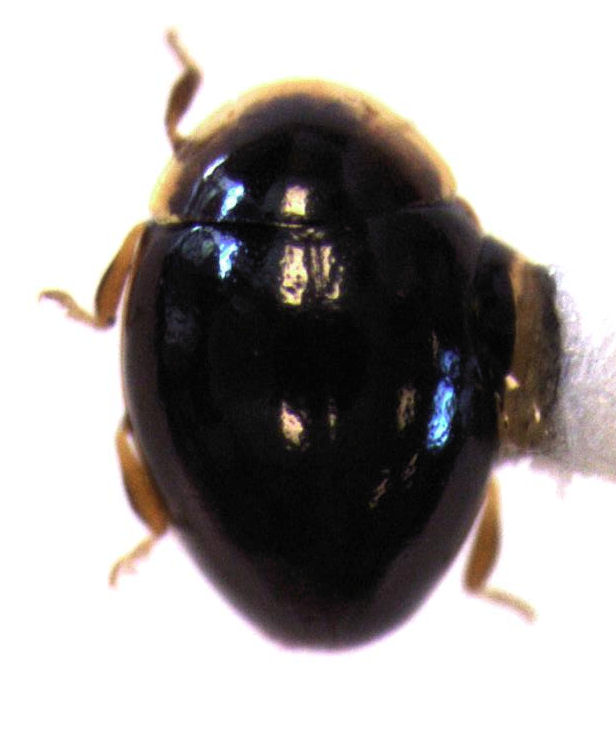